# Oncopsis nepalensis
Oncopsis nepalensis är en insektsart som beskrevs av Hamilton 1980. Oncopsis nepalensis ingår i släktet Oncopsis och familjen dvärgstritar. Inga underarter finns listade i Catalogue of Life.